# Carlos Aponte
Carlos Aponte Benítez (Cali, 1939. január 24.  – Bogotá, 2008. augusztus 1.)  kolumbiai válogatott labdarúgó. 

## Pályafutása

### Klubcsapatban
1958 és 1966 között az Independiente Santa Fe játékosa volt. Háromszoros kolumbiai bajnok.

### A válogatottban
1962 és 1963 között 6 alkalommal szerepelt a kolumbiai válogatottban. Részt vett az 1962-es világbajnokságon és az 1963-as Dél-amerikai bajnokságon.

## Sikerei
Independiente Santa Fe
- Kolumbiai bajnok (3): 1958, 1960, 1966